# انجمن بین‌المللی غواصان معلول

غواصی معلولان در جزیره کیش

انجمن بین‌المللی غواصان معلول(به انگلیسی: International Association for Handicapped Divers) یا به اختصار (IAHD)، سازمانی است غیر انتفاعی که در راستای گسترش فعالیت‌های ورزشی، تفریحی در زمینه غواصی معلولان تشکیل گردیده‌است.

## فعالیت
جهت توان بخشی به افراد، با ناتوانائی‌های فیزیکی برای شرکت در فعالیت‌های غواصی، نیاز به مربیان مجرب، همیاران توانا، برنامه آموزشی جامع، استانداردهای جهانی، تجهیزات و امکانات خاص و نیز حمایت فعالان و علاقه‌مندان محسوس بوده‌است.
انجمن بین‌المللی غواصان معلول، با فراهم آوردن این امکانات لذت مشاهده دنیای شگفت انگیز اقیانوس هارا برای معلولان به ارمغان آورده‌است.

## تاریخچه
تأسیس این انجمن در آوریل ۱۹۹۳ دریچه‌ای بود کوچک رو به جهان لا متناهی اقیانوس‌ها، جهانی که جاذبه زمین خاکی را با جذابیتهای خدادادی آبزیان در هم می‌شکند.
جهانی که ناتوانائیهای فیزیکی در آن غرق شده و بی وزنی لذت توانایی را دوچندان می‌نماید.
مرکز این سازمان در آمستردام (هلند) است.